# Mark Vehse
Mark Vehse (* 1977 in Wittenberg) ist ein deutscher Maschinenbauingenieur. Er ist seit 2017 als Professor an der Hochschule Stralsund tätig.

## Leben
Vehse studierte an der Hochschule Hildesheim/Holzminden/Göttingen in Göttingen Physiktechnik mit dem Abschluss als Diplomingenieur (FH) (Dipl.-Ing. (FH)) und im Aufbaustudium Optical Engineering/Photonics mit einem Abschluss als Master of Science (M. Sc.). Anschließend war er für einen kurzen Zeitraum an der Universität Siegen am Lehrstuhl für Oberflächen- und Werkstofftechnologie bei Xing Jiang tätig.
Nach anschließend fünf Jahren Tätigkeit beim Scheinwerferspezialisten Automotive Lighting in Reutlingen widmete er sich an der Universität Rostock erneut der Forschung. Dort schloss er seine Arbeiten 2014 mit einer Promotion mit dem Titel „Mikro-Stereolithographie-Anlage auf der Basis eines linear verfahrbaren Diodenlasers“ an der Fakultät Maschinenbau und Schiffstechnik (Lehrstuhl für Fluidtechnik und Mikrofluidtechnik, Hermann Seitz) im Schwerpunkt Additive Fertigung für die Medizintechnik ab. Folgend war er als Leiter für Entwicklung/Musterbau/Konstruktion bei der GRASS Hetal-Werke Franz Hettich GmbH & Co. KG in Alpirsbach tätig.
An der Hochschule Stralsund übernahm er im März 2017 hauptsächlich Vorlesungen rund um Konstruktion und Produktentwicklung. In der Forschung fokussieren sich seine Aktivitäten auf die Additiven Fertigungsverfahren/Medizintechnik aber auch auf den Bereich Digitale Fertigung und Autonome Robotik. Außerdem ist er seit 2020 Sprecher im BMBF geförderten Bündnis „ArtIFARM – Artificial Intelligence in Farming“. zudem ist er der Koordinator des Verbundes „AutoPasture“ im Rahmen der Exzellenzforschung in Mecklenburg-Vorpommern.
Von Juli 2019  bis Juni 2021 war Vehse Prodekan der Fakultät für Maschinenbau an der Hochschule Stralsund. Von Juli 2021 bis Ende Juni 2025 hatte er das Amt des Dekans inne.